# Spring Airlines

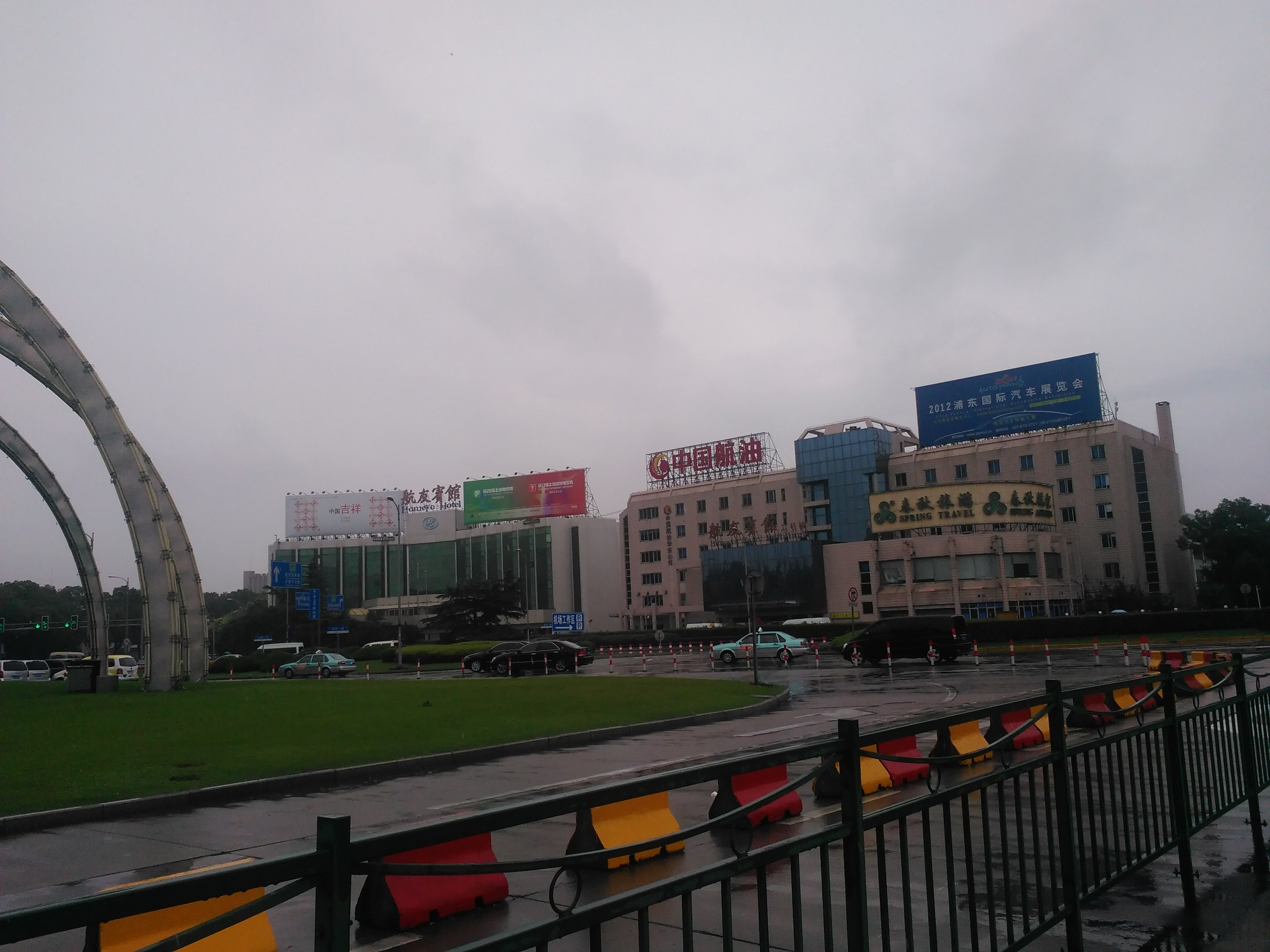
Штаб-квартира авіакомпанії в міжнародному аеропорту Шанхай Хунцяо

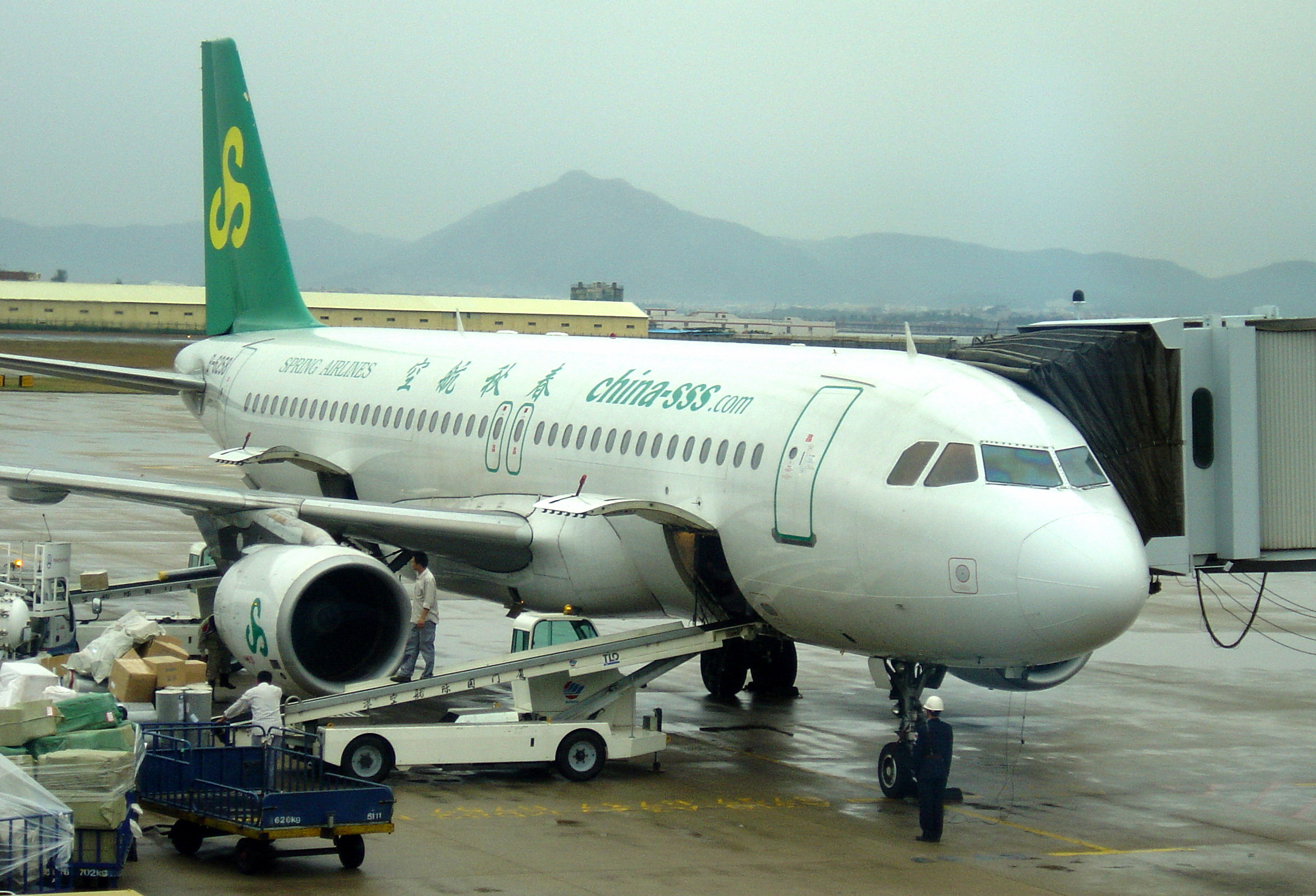
Airbus A320-200 авіакомпанії Spring Airlines

Spring Airlines (кит.: 春秋航空春秋航空), — китайська бюджетна авіакомпанія зі штаб-квартирою в Шанхаї (КНР), що працює в сфері регулярних пасажирських перевезень на внутрішніх і міжнародних маршрутах
Портом приписки перевізника і його головним транзитним вузлом (хабом) є Шанхай міжнародний аеропорт Хунцяо, у ролі другого головного хаба використовується Шанхай міжнародний аеропорт Пудун.

## Історія
Авіакомпанія була заснована 26 травня 2004 року як дочірнє підприємство туристичного холдингу «Shanghai Spring International Travel Service». Свій перший літак Airbus A320, що раніше належав Lotus Air, компанія отримала 12 липня наступного року. Spring Airlines почала операційну діяльність 18 липня 2005 року з виконання свого першого регулярного рейсу між Шанхаєм і Яньтаєм.
В цілях збереження низьких операційних витрат авіакомпанія з самого початку реалізовувала квитки тільки на своєму офіційному сайті і без залучення посередників, зокрема туристичних агентств. Сервіс на борту не передбачає безкоштовні закуски і напої, пасажири можуть придбати їх у польоті за окрему плату. У грудні 2006 року Spring Airlines влаштувала розпродаж квитків за ціною 1 юань, однак це призвело до проблем з державними наглядовими органами.
У липні 2009 року Головне управління цивільної авіації Китаю видало Spring Airlines дозвіл на здійснення регулярних пасажирських перевезень на міжнародних маршрутах, тим самим перевізник став першою бюджетною авіакомпанією в КНР, що має дозвіл на регулярні польоти за кордон. У планах Spring Airlines організація близькомагістральних міжнародних рейсів у Гонконг, Макао, Росію і Південну Корею.
29 липня 2010 року авіакомпанія відкрила свій перший регулярний міжнародний маршрут з Шанхаю в Ібаракі, який розташований в 80 кілометрах на північний схід від Токіо. Через Два місяці, 28 вересня Spring Airlines оголосила про виконання першого регулярного рейсу в Гонконг, літак при цьому був завантажений повністю. 8 квітня 2011 року перевізник запустив маршрут в Макао.
У переддень свого подальшого розвитку авіакомпанія знаходиться в процесі підготовки до розміщення акцій на Шанхайській фондовій біржі.
У 2011 році Spring Airlines першою з китайських перевізників оголосила про плани щодо створення дочірньої авіакомпанії в Японії. Внаслідок обмежень японського законодавства Spring Airlines могла бути лише міноритарним власником спільного підприємства, тому наступний рік був витрачений на пошук партнера з числа японських бізнесменів. Компанію планувалося запустити восени 2013 року, однак Spring Airlines Japan почав операційну діяльність тільки 1 серпня 2014 року.
25 квітня 2014 року авіакомпанія відкрила регулярний маршрут в сінгапурський аеропорт Чангі.
28 липня 2014 року Spring Airlines зняла двох пасажирів, заражених вірусом імунодефіциту людини, з рейсу Шанхай-Шицзячжуан, мотивувавши свою заборону внутрішніми правилами авіакомпанії. Постраждалі порушили юридичне переслідування перевізника і зажадали компенсацію, всі їх вимоги були задоволені судовою інстанцією.
У 2015 році компанія оголосила про проект будівництва готелю на 250—300 номерів поруч з міжнародним аеропортом Тюбу (Нагоя, Японія).
Логотип Spring Airlines містить стилізоване зображення потрійної спіралі або трискеліона.

## Маршрутна мережа
У лютому 2016 року маршрутна мережа регулярних перевезень авіакомпанії Spring Airlines охоплювала наступні пункти призначення
| хаб                |
| основний напрямок  |
| майбутній маршрут  |
| сезонний маршрут   |
| припинений маршрут |

## Флот
У лютому 2016 року повітряний флот авіакомпанії Spring Airlines становили такі літаки:
| Тип літака     | В експлуатації | Замовлено | Пасажирських місць |
| Airbus A320    | 52             | 8         | 180                |
| Airbus A320neo | 0              | 45        | н/д                |
| Airbus A321neo | 0              | 15        | н/д                |

## Авіаподії та інциденти
- 6 червня 2014 року. Літак Airbus A320-200 (реєстраційний B-6851), що виконував регулярний рейс 8945 з аеропорту Хуайянь Ляньшуай в міжнародний аеропорт Сямінь Гаоці, при посадці в аеропорту призначення в умовах поганих погодних умов (сильний поривчастий вітер, зрушення вітру) вдарив хвостовою частиною полотно злітно-посадкової смуги. Про постраждалих в результаті інциденту не повідомлялося. Літак отримав значні пошкодження[16].